# Katia Granoff
Katia Granoff (n. 16 iulie 1896, Mîkolaiiv, Imperiul Rus – d. 16 aprilie 1989, Paris, Franța) a fost o poetă franceză de origine rusă și un important comerciant de artă care a înființat Galeria Granoff în anul 1926 la Paris.

## Biografie

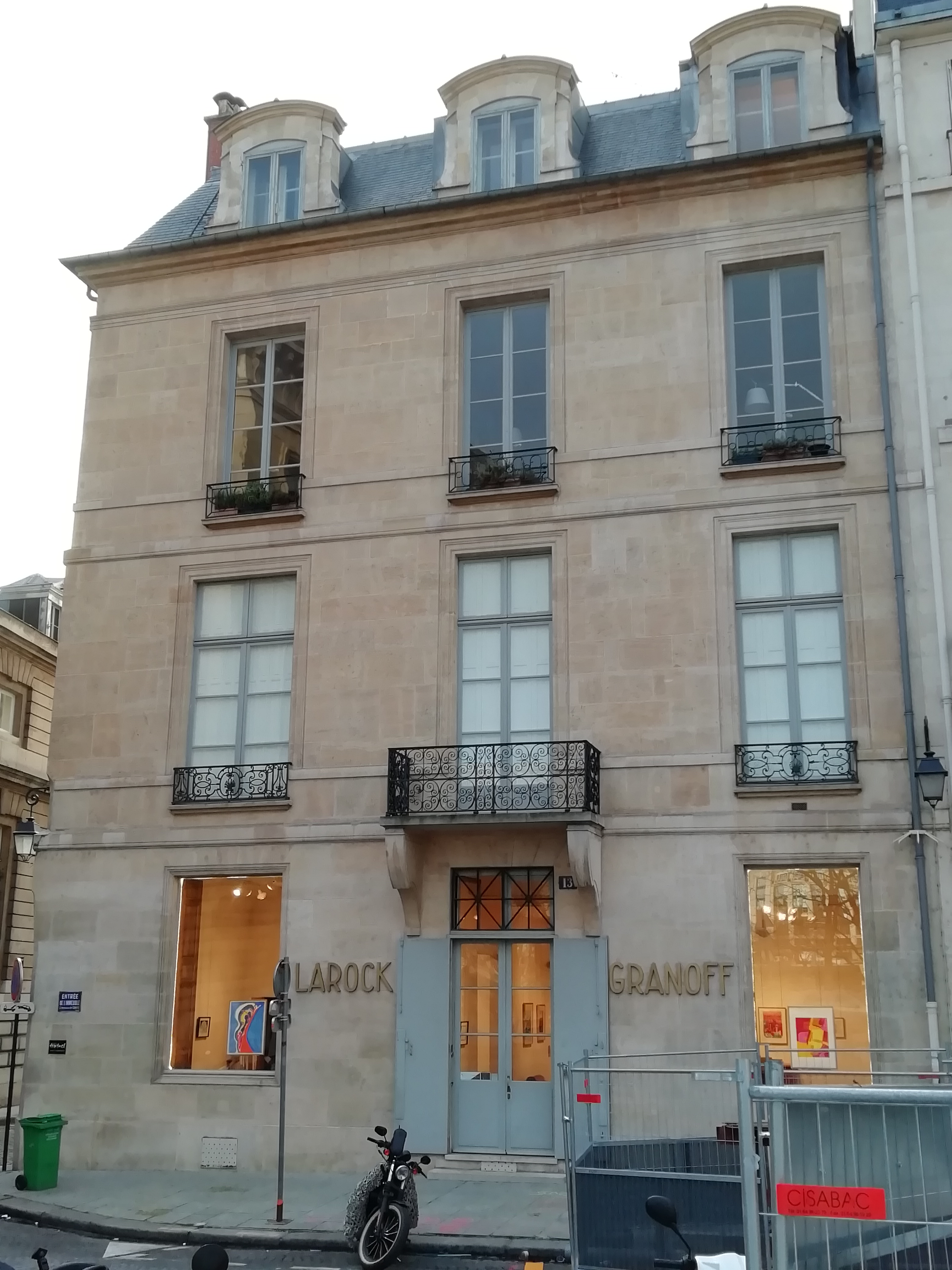
Galerie Larock-Granoff la 13 Quai de Conti, Paris.

Katia Granoff s-a născut în familia lui Théodore Granoff și a Eudoxiei Feldman. La șaisprezece ani, după decesul părinților ei, tutorii au trimis-o pe Katia și pe sora ei, Rose, la studii în Elveția, unde Katia a urmat Facultatea de Litere. A avut un scurt mariaj cu un medic după care, în anul 1924, a plecat la Paris unde a lucrat ca secretară la Salonul Tuileries.
În anul 1926 a deschis o galerie de artă pe bulevardul Haussmann nr. 168 din Paris. A fost un promotor al tinerelor talente, devenind organizator de evenimente expoziționale de care au beneficiat, printre alții, Marc Chagall și George Bouche. Astfel, galeria și-a obținut celebritatea, fapt pentru care ea s-a mutat pe Quai de Conti. Katia Granoff a obținut cetățenia franceză în anul 1937.
În timpul celui de-al Doilea Război Mondial, odată cu ocuparea Parisului de Armata Germaniei, Katia s-a refugiat împreună cu sora sa, cu nepotul și cu pictorul Georges Bouche într-un castel medieval din localitatea La Voulte-sur-Rhône, aflată în departamentul Ardèche. Imediat după terminarea conflagrației mondiale a deschis două galerii în provincie, una la Honfleur (Normandia) și la Cannes (Coasta de Azur), una la Paris în Place Beauvau, vis-à-vis de Palatul Elysée, si pe Quai Conti. Katia Granoff a fost primul promotor de artă care a redescoperit picturile lui Claude Monet și le-a expus în anul 1955.
Katia Granoff a fost un promotor al afirmării femeilor în arta plastică, organizând numeroase expoziții pentru creațiile realizate de Anne Français în pictură sau de Chana Orloff (de origine rusă) în sculptură. Le-a creat spații de expunere tinerilor pictori ai noii generații ca Pierre-André De Wisches, Georges Dufrénoy, Léon Lehmann, Robert Bonfils, Pierre Brune, Georges Gimel, Dan Solojoff, Bertrand Mogniat-Duclos, Gabriel Dauchot, René Levrel, Jean-Jacques Morvan, Harry Séguéla, Henri Morez, Jean Dorville, Jean Guitton, Geneviève Claisse, Edith Desternes, Jean Couty sau Charles André Wolf (1907-1999).
Anul 1987 a fost cel al retragerii din activitate. Afacerile le-a preluat Pierre Larock, împreună cu copiii săi.

## Poeta Katia Granoff
Katia Granoff a fost o persoană care a primit multe premii care i-au certificat competența în domeniul poeziei. Astfel, în anul 1964 a primit Premiul Georges Dupau oferit de Academia Franceză pentru Anthologie de la poésie russe (Antologia poeziei ruse, 1961), o traducere a unei colecții de poezie rusă în versuri rimate care a primit aprecieri laudative atât din partea scriitorilor, cât și din partea presei scrise. În introducerea cărții a scris:
„... Poeții ruși, traducători de prestigiu, au îmbogățit patrimoniul lor cu capodopere străine; sper că comorile poeziei ruse vor intra la rândul lor în spațiul poetic francez. Ca traducătoare-mesager, aș dori ca aceste versiuni franceze ale poeziilor ruse să fie atât traduceri literare, cât și corespondențe lirice.”
De asemenea, ea a fost autoarea antologiei de circa cincizeci de poezii în metru alexandrin intitulată Les Amants Maudits, dedicate atât autorilor (Desbordes-Valmore, Leopardi, Nerval, Baudelaire etc.), cât și personajelor literare și istorice (regina din Saba, Don Juan Tenorio, prințesa de Clèves, Carmen, Nana etc.).
Opera sa poetică personală a fost publicată în mai multe antologii. Unele poezii au fost înregistrate, citite de ea însăși, de Pierre Brasseur sau de Fernand Ledoux. Unele au fost cântate de Monique Morelli în 1967, iar altele au fost ilustrate de Édith Desternes (au fost expuse guașe și texte publicate în 1984).
La sfârșitul vieții, Katia Granoff s-a dedicat mai mult lucrărilor autobiografice. În 1986, ea și-a dedicat ultima carte relațiilor dintre evrei și creștini. A murit la 93 de ani.

## Premii
- Cavaler al Legiunii de Onoare;
- Ofițer al Ordinului Național de Merit;
- Medalia națională pentru arte, științe și litere.

## Scrieri
- Katia Granoff (prefață de Brice Parain): Antologie de poezie rusă, Paris, Gallimard , col. „Poésie”, 1993 (ed. I, 1961), 537 pagini (ISBN: 978-2-07-032814-7)